# Prionopetalum furcatum
Prionopetalum furcatum är en mångfotingart som beskrevs av Carl Graf Attems 1935. Prionopetalum furcatum ingår i släktet Prionopetalum och familjen Odontopygidae. Inga underarter finns listade i Catalogue of Life.